# Mercedes-Benz W220
Mercedes-Benz W220 — модель автомобіля класу S четвертого покоління компанії Mercedes-Benz, яка випускалася в 1998—2005 роках. Належить до седанів (нім. лімузинів) люкс-класу. Всього було збудовано 485 000 екземплярів.

## Історія виробництва

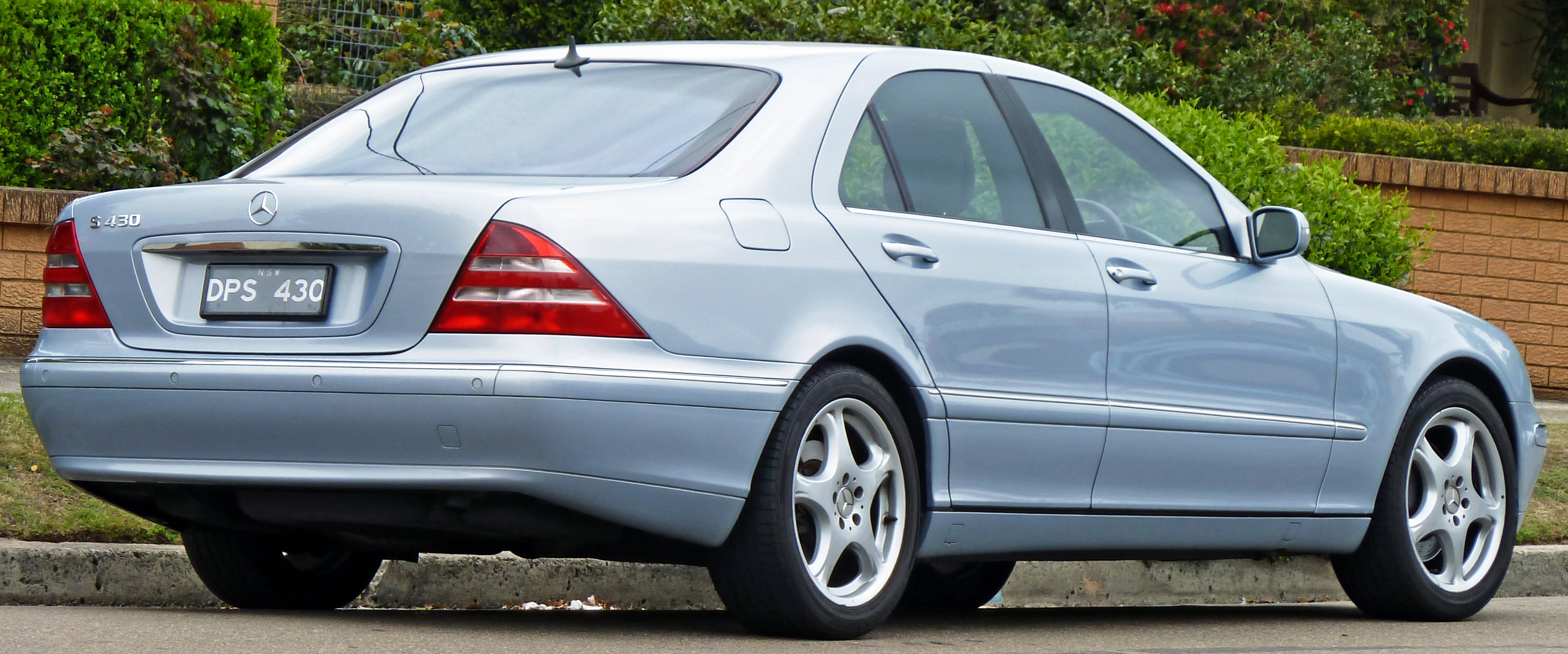
Mercedes-Benz S430 W220 (1998—2002)

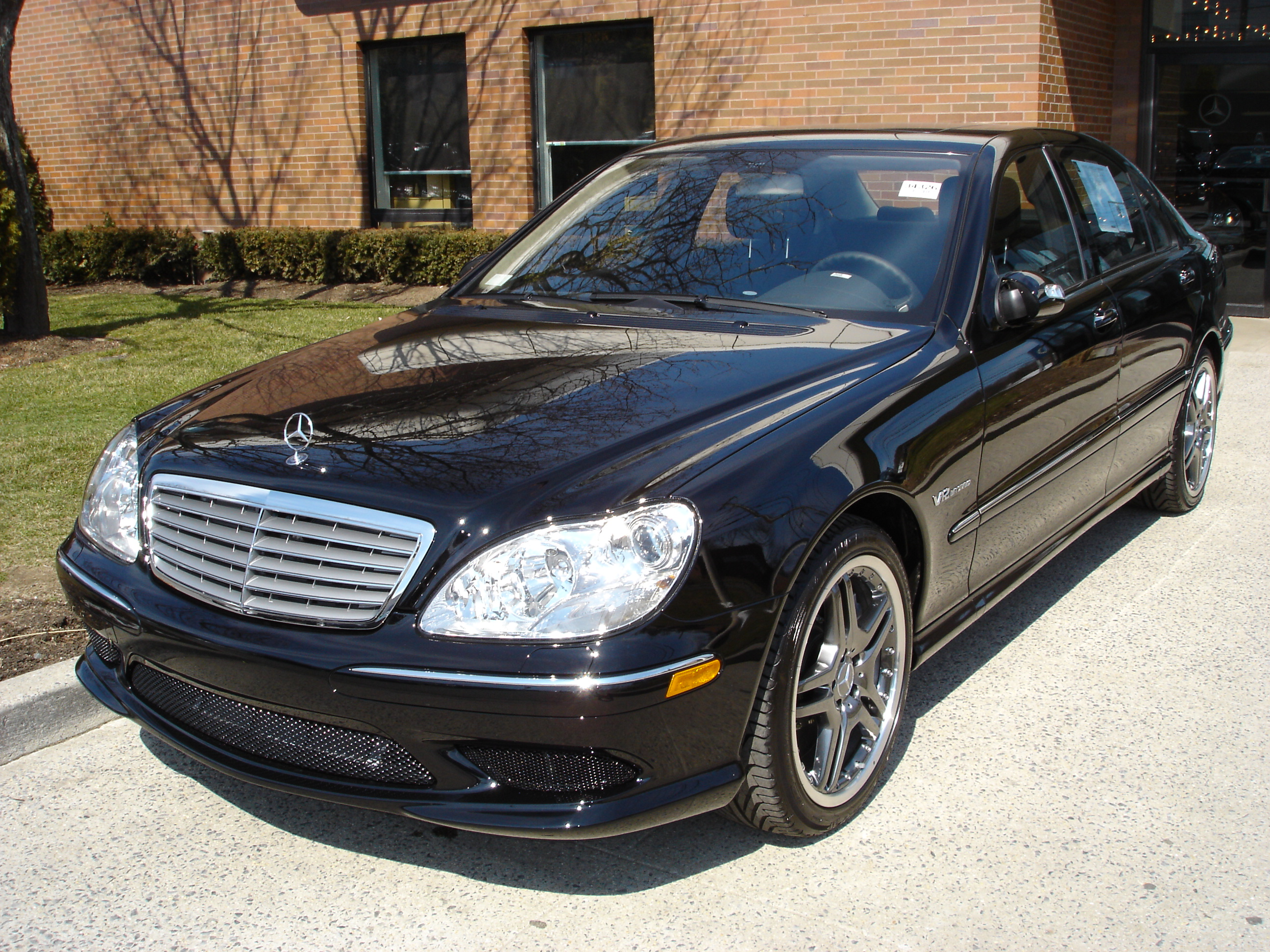
Рідкісна S65 AMG донині найпотужніша версія S-класу

Автомобіль був представлений широкій публіці в серпні 1998 року, виробництво почалося через два місяці. Якщо W140-й ставив наголос на свої флагманські моделі V140 з 8- і 12-циліндровими двигунами, а короткі седани з дизелями вважалися слабкою ланкою, то у 220-го все було навпаки. Допомогла цьому технологія Common Rail для дизельних двигунів, яка значно знизила витрату палива. Тому найпопулярніша модель W220-го стала S320 CDI спочатку мала турбодизель OM613 (компонування Р6, об'єм 3222 см³, потужність 194 к. с., крутний момент 470 Н·м). Також випускався S400 CDI з турбодизелем OM628 у компонуванні V8 (3996 см³, 247 к. с., 660 Н·м).

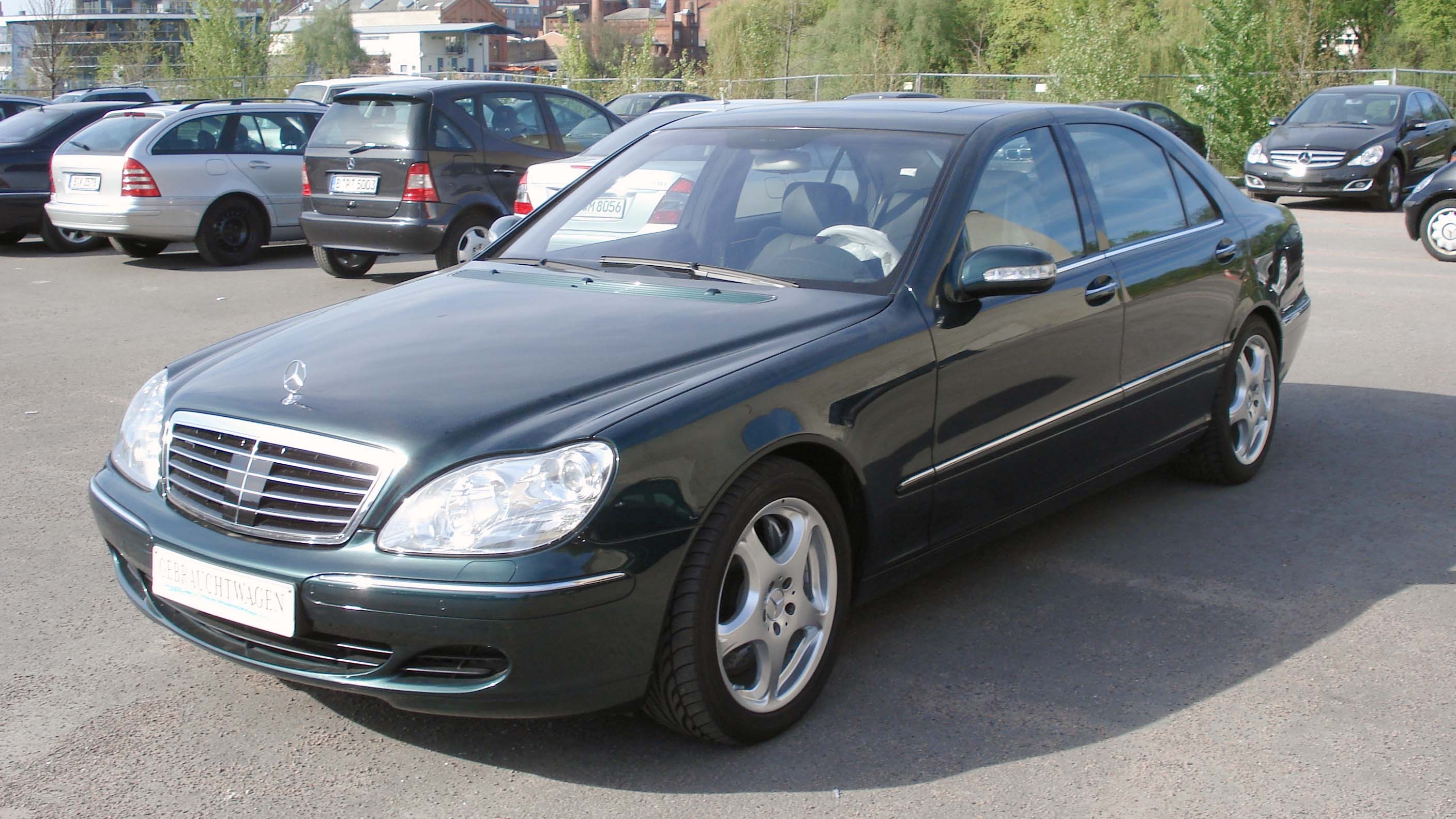
Mercedes-Benz S600L V220 (2002—2005)

Серед моделей із бензиновими двигунами базовою була S320 з двигуном М112 (3199 см³, V6, 221 к. с., 315 Н·м), хоча була також полегшена версія S280 для експорту в Азію (той же М112, але об'ємом 2799 см³, V6, 194 к. с., 270 Н·м). За потужністю М112-й двигун трохи поступався М104-ому на W140, але був економнішим.
Вісімкою (V8) 220-го став двигун М113 для моделей S430 (4266 см³, 275 к. с., 400 Н·м) і S500 (4966 см³, 302 к. с., 460 Н·м). А для флагмана 220-х S600 став новий М137 (5786 см³, V12, 362 к. с., 530 Н·м).
У 1999 році компанія купила тюнінгову фірму AMG, яка стала його офіційним тюнером і для нового S-класу випустила модель S55, яка комплектувалася спортивною підвіскою і гальмами, але, головне, з двигуном M113 об'ємом 5439 см³, V8, потужністю 355 к. с. із крутним моментом 530 Н·м.

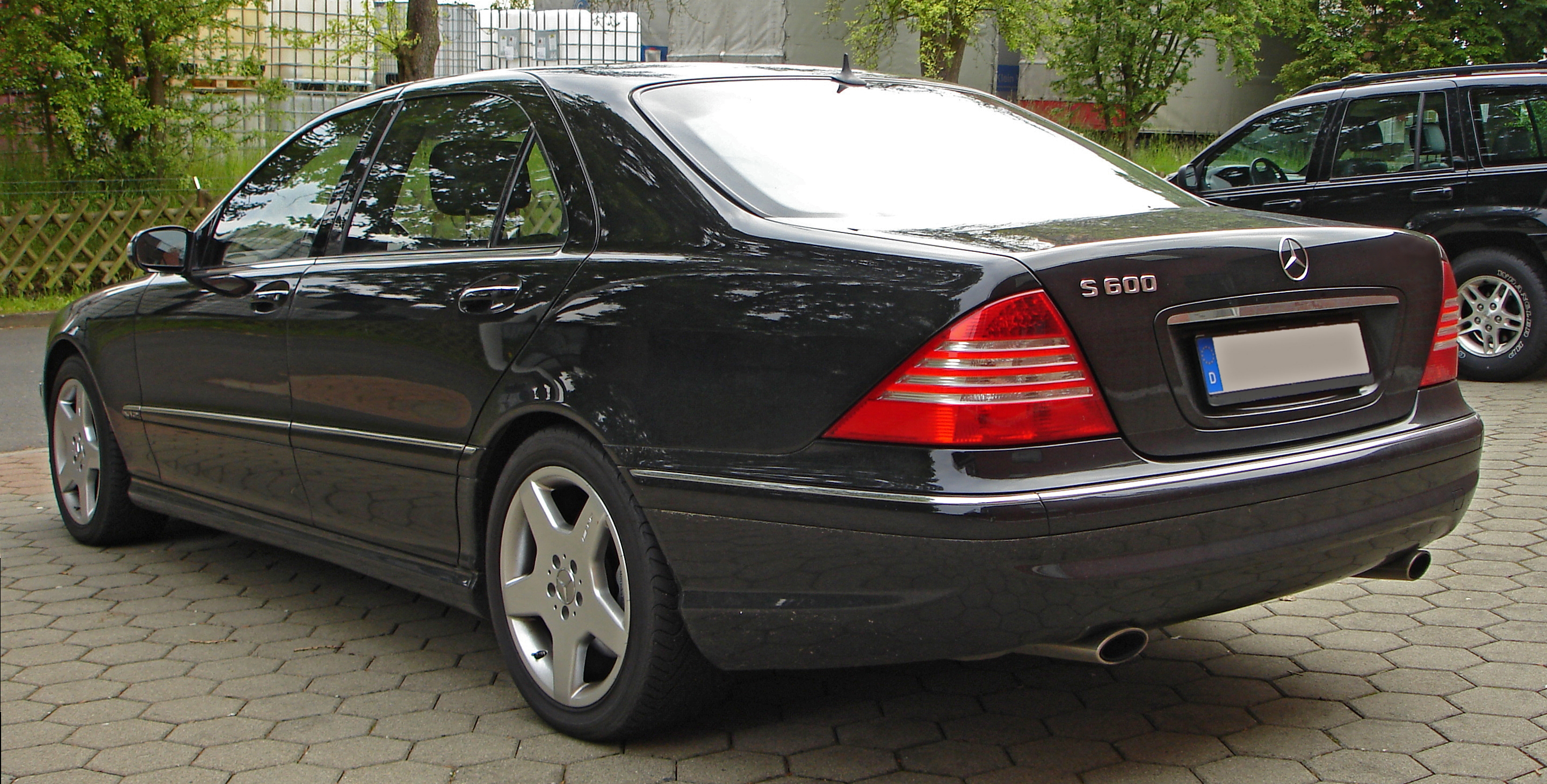
Mercedes-Benz S600L V220 (2002—2005)

Загалом ставка на економію прямо відбилася на покупцях S-класу: W220-й став привабливим для вищих прошарків середнього класу. Але вигравши один ринок, Мерседес втратив інший — еліту, особливо після запуску BMW E65/E66 від його конкурента. Тому у 2002 році автомобіль піддається глибокій модернізації, під час якої крім зовнішніх деталей (зокрема, нових задніх ліхтарів, покращення аеродинаміки спереду) і оновленого набору електроніки, з'являється низка нових двигунів.
Для свого нового ринку S320 CDI отримує новий двигун OM648 (3222 см³, Р6, 201 к. с., 500 Н·м), А S320 замінює S350 з тим же М112-м двигуном, але з об'ємом, збільшеним до 3724 см³, потужність 242 к. с., момент 350 Н·м. Щоб повернути собі колишній ринок, Мерседес дає флагману S600 новий V12 M275 (5513 см³, 493 к. с., 700 Н·м).
А AMG поставив на S55 нагнітач та інтеркулер, які збільшили потужність до 493 к. с., а крутний момент до 700 Н·м. Крім цього, AMG запускає свої моделі з V12, починаючи у 2002 році з дрібною серією S63 з 6258 см³ об'ємом М137 потужністю 438 к. с. і моментом 738 Н·м. А потім у 2004 році на ринок іде модель S65, де на М275 AMG поставили бітурбо і збільшили об'єм до 5980 см³. Потужність двигуна зросла до 612 к. с., а крутний момент — до 1000 Н·м.

## Особливості моделі
Mercedes-Benz W220 поступався попереднику в габаритах і потужності, але компенсував це своєю насиченістю електронікою. W220 була першою з моделей, на яку Mercedes встановив повітряну (пневматичну) підвіску Airmatic, яка могла прийняти різні варіанти водіння, наприклад спортивний, комфортний і т. д., шляхом зміни тиску в амортизаторах. Також авто мало радарну систему круїз-контролю Distronic.
На всіх моделях 220-го була комп'ютерна система стабілізації проти заносів, ESP і Brake Assist для аналогічної допомоги при різкому гальмуванні. При оновленні у 2002 році обидві були включені в нову систему PRE-SAFE, яка також натягала ремені, вирівнювала крісла та закривала люк і вікна у разі неминучої загрози втрати контролю або зіткнення. Оновлення 2002 року торкнулися моделі S350, S430 і S500, на які вперше пропонується опція 4Matic, що дав автомобілю повний привід. Так само через економію палива для великих двигунів на S500 і S600 у 2002 році дебютувала розроблена Даймлером система активного контролю циліндрів (ACC), за якої всі циліндри працювали тільки на великих обертах двигуна, а на малих половина циліндрів відключалася.

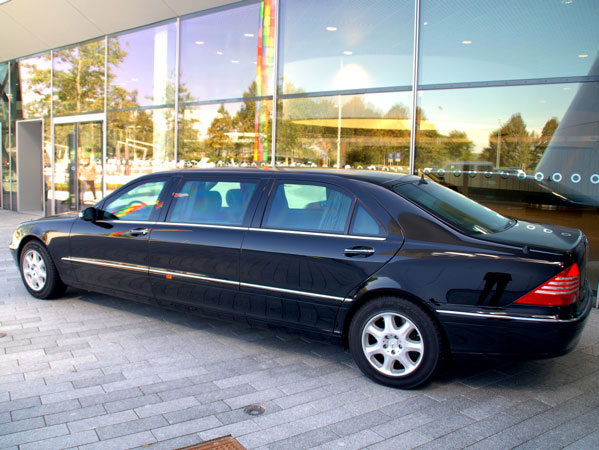
Серед особливої серії лімузин Pullman …

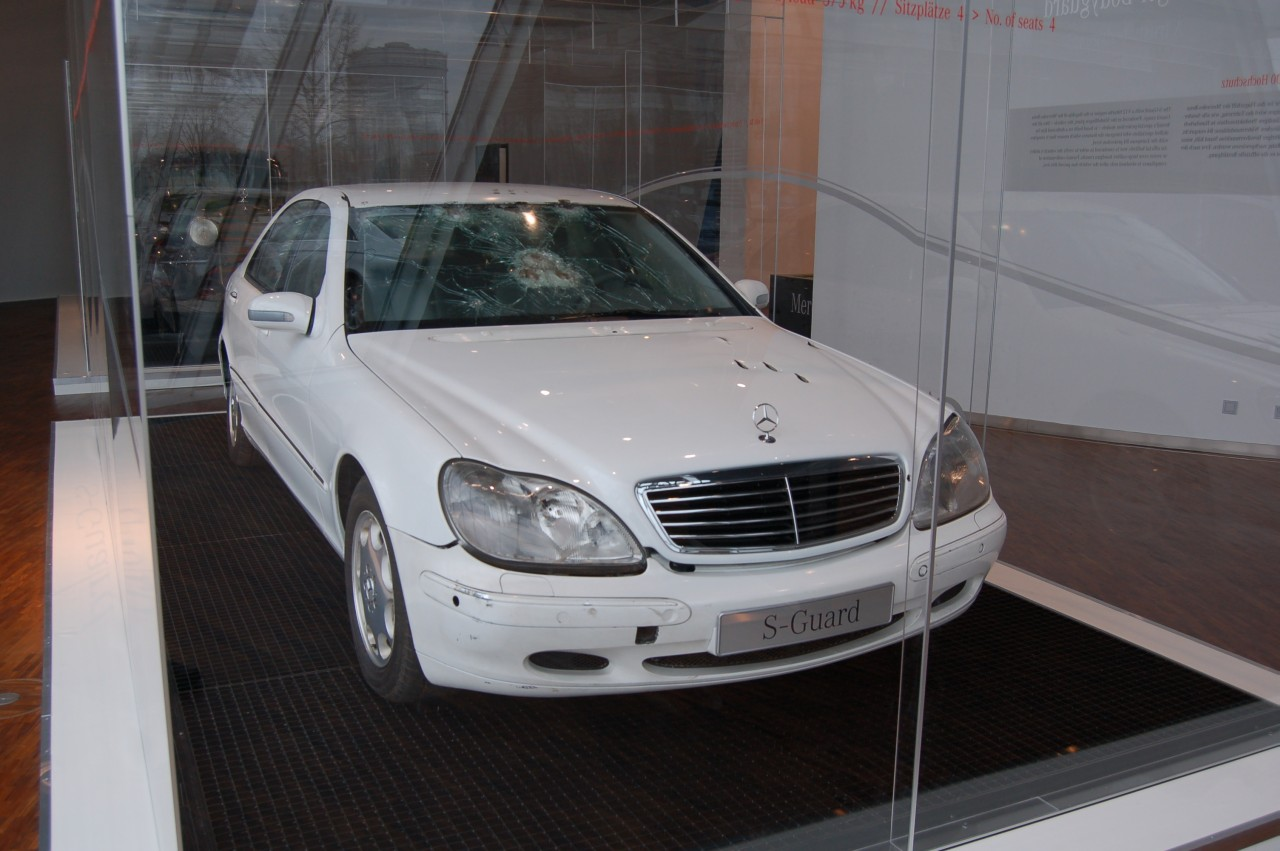
Броньовик S-Guard

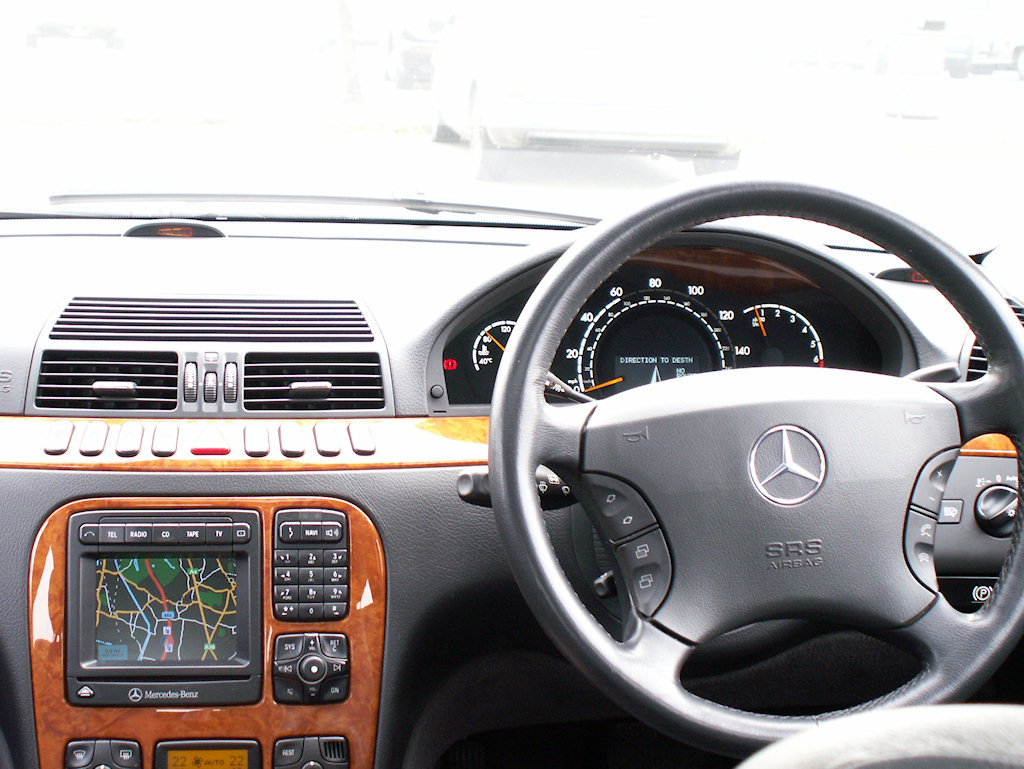
Салон

W220-й виявився досить комфортним, наприклад дзеркала при яскравому відображенні фар заднього автомобіля автоматично затемнювали, щоб не засліпити водія, а зовнішні дзеркала мали підігрів проти конденсації. З'явилися система входу та запалювання без використання ключів, повністю автоматизований клімат-контроль із вугільним фільтром проти диму і пилку, а також вентильовані сидіння. Найсуттєвішою за новизною функцією стала система COMAND, яка об'єднала функції навігації (GPS-приймач), комунікації (телефон), а також телебачення й аудіо. Опція для COMAND — Linguatronic — розуміє голосові команди водія, зокрема озвучену адресу для навігатора та телефонні номери. Вона встановлювалася додатково на замовлення.

## Вплив моделі
Попри те, що у 2005 році 220-го змінив W221-й S-клас, досі тривають суперечки про цю лінійку автомобілів. Залишивши минулі традиції Мерседеса, вона отримала нових прихильників і супротивників. Багато хто вважає, що W220-й «опустив» S-клас з вищого світу автомобілів, який Мерседес успішно взяв своїми моделями W126 і W140, у простий повнорозмірний седан. Мерседес відповів на критику у 2002 році запуском автомобілів Maybach, який чітко розділив роль лімузина для еліти і «просто» представницького класу, як свого часу було в 1960-ті та 1970-ті роки при випуску лімузина Mercedes-Benz W100 і «простих» S-класів типу W108-го і W116-го. Але для багатьох головним мінусом 220-х стала, як не дивно, саме їх насиченість електронікою та складною апаратурою, поломки яких були питанням часу, а ремонт довгим і не дешевим. Найголовніший біль — пневматична підвіска. Тому врешті-решт у плані виробництва W220-й зумів всього лише повторити W140-й по тривалості виробництва (7 років), але перевершити за кількістю виготовлених екземплярів (485 тисяч).

## Двигуни
| Модель                    | Об'єм    | Тип двигуна/Циліндри | Потужність          | Роки виробництва |
| ------------------------- | -------- | -------------------- | ------------------- | ---------------- |
| Дизельні двигуни          |          |                      |                     |                  |
| S 320 CDI                 | 3222 см³ | OM613 R6-Turbo       | 145 кВт (197 к. с.) | 1998—2002        |
| S 320 CDI                 | 3222 см³ | OM648 R6-Turbo       | 150 кВт (204 к. с.) | 2002—2005        |
| S 400 CDI                 | 3996 см³ | OM628 V8-Biturbo     | 184 кВт (250 к. с.) | 1999—2003        |
| S 400 CDI                 | 3996 см³ | OM628 V8-Biturbo     | 191 кВт (260 к. с.) | 2003—2005        |
| Бензинові двигуни         |          |                      |                     |                  |
| S 280 (для ринку Азії)    | 2799 см³ | M112 V6              | 150 кВт (204 к. с.) | 1998—2005        |
| S 320                     | 3199 см³ | M112 V6              | 164 кВт (224 к. с.) | 1998—2002        |
| S 350/S 350 4MATIC        | 3724 см³ | M112 V6              | 180 кВт (245 к. с.) | 2002—2005        |
| S 430/S 430 4MATIC        | 4266 см³ | M113 V8              | 205 кВт (279 к .с.) | 1998—2005        |
| S 500/S 500 4MATIC        | 4966 см³ | M113 V8              | 225 кВт (306 к. с.) | 1998—2005        |
| S 600                     | 5786 см³ | M137 V12             | 270 кВт (367 к. с.) | 1999—2002        |
| S 600                     | 5513 см³ | M275 V12 Biturbo     | 368 кВт (500 к. с.) | 2002—2005        |
| S 55 AMG                  | 5439 см³ | V8                   | 265 кВт (360 к. с.) | 1999—2002        |
| S 55 AMG                  | 5439 см³ | V8-Kompressor        | 368 кВт (500 к. с.) | 2002—2005        |
| S 63 AMG (Обмежена серія) | 6258 см³ | V12                  | 362 кВт (444 к. с.) | 2001—2002        |
| S 65 AMG (Обмежена серія) | 5980 см³ | M275 V12 Biturbo     | 450 кВт (612 к. с.) | 2004—2005        |